# Historia de las Islas Cook

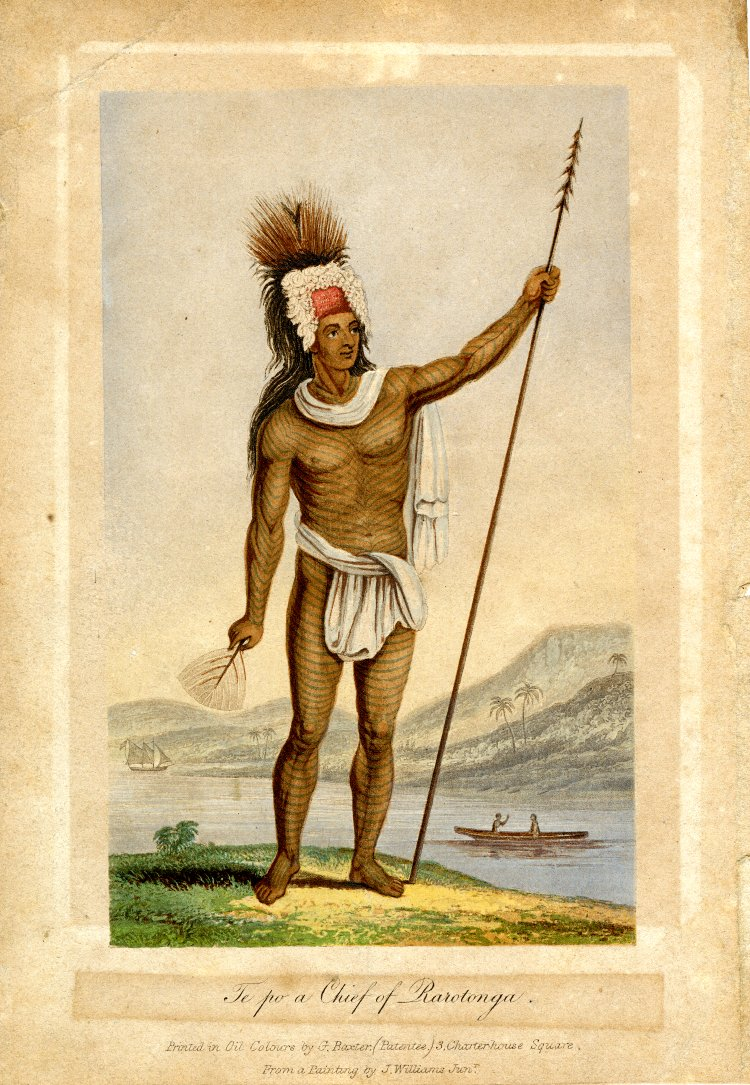
Pa Te Pou Ariki, un jefe de Rarotonga.

Los primeros contactos europeos en la Islas Cook se remontan en 1595 cuando el explorador español Álvaro de Mendaña y de Neyra avista la isla Pukapuka, y la bautiza como San Bernardo. En 1606 el explorador Pedro Fernández de Quirós avista Rakahanga, que la llama Gente Hermosa. En 1764 los británicos avistan Pukapuka y lo llaman Danger Island pero no llegan a asentarse.
Las islas fueron descubiertas en 1773 por el capitán James Cook dándoles su nombre y reclamándolas para la corona británica. Se convirtió en un protectorado británico en 1888, pasó como un protectorado de Nueva Zelanda en 1901 y así permaneció hasta 1965. En la actualidad aunque son independientes se las considera oficialmente bajo la soberanía de Nueva Zelanda.